# Nuolis
Nuolis eller Nuolisträsk är en sjö i Finland. Den ligger i kommunen Kaustby i landskapet Mellersta Österbotten, i den centrala delen av landet, 400 km norr om huvudstaden Helsingfors. Nuolis ligger 48 meter över havet. Arean är 36,2 hektar och strandlinjen är 3,11 kilometer lång. Sjön  ingår i Perho å huvudavrinningsområde.   I omgivningarna runt Nuolis växer i huvudsak blandskog.